# Guglielma Pallavicini
Guglielma Pallavicini (zm. 1358) – władczyni Markizatu Bodonitzy w latach 1311-1358. 

## Życiorys
Była córką Alberta Pallavicini. Objęła rządy w państwie w następstwie Bitwy nad rzeką Kefissos. Współdzieliła ją z Maria dalle Carceri i jej mężem Andrea Cornaro. Jej pierwszym mężem był genueńczyk Bartolommeo Zaccaria. Drugim w 1335 został wenecjanin Mikołaj I Zorzi. 